# Berbérati
Berbérati is de derde grootste stad van de Centraal-Afrikaanse Republiek, met 76.918 inwoners (volkstelling 2003). De stad ligt vlak bij de grens met Kameroen. Het is de hoofdstad van de prefectuur Mambéré-Kadéï. In 1988 telde de stad 41.891 inwoners.

## Geschiedenis
De stad werd in 1911 door Frankrijk overgedragen aan Duitsland als deel van Neukamerun, maar werd tijdens de Eerste Wereldoorlog door de Fransen heroverd. 
Tijdens de onlusten tussen islamitische en christelijke milities in 2014 werd de grote moskee van de stad geplunderd en werden de moslims, die een kwart van de bevolking uitmaakten, grotendeels verdreven.

## Verkeer
De stad heeft een vliegveld met één landingsbaan. 